# Pietro Agostino D'Avack
Pietro Agostino D'Avack (Roma, 4 gennaio 1905 – Roma, 6 giugno 1982) è stato un avvocato e giurista italiano, rettore dell'Università degli Studi di Roma "La Sapienza" nel periodo compreso tra il 1967 e il 1973.

## Biografia
Nato a Roma il 4 gennaio 1905, dopo il liceo classico, si laureò in diritto canonico alla Pontificia Università Lateranense (12.7.1927), e si laureò (10.11.1927) all'Università di Roma, con il massimo dei voti, discutendo una tesi di laurea in diritto ecclesiastico, relatore il Sen. Francesco Scaduto. Nel 1929 si iscrisse all'Albo Avvocati di Roma, e nel 1930 a quello degli avvocati della Sacra Romana Rota.
Nel 1932 ottenne la libera docenza in diritto ecclesiastico nell'università di Roma.
Nel 1933 fu professore straordinario di diritto ecclesiastico alla facoltà di Giurisprudenza dell'Università di Ferrara.
Nel 1933 fu anche professore incaricato di diritto ecclesiastico alla facoltà di Giurisprudenza dell'Università di Firenze, dove nel 1937 divenne professore ordinario.
Nel 1939 promosse con Pio Fedele, professore a Perugia,  la rivista "Archivio di diritto ecclesiastico", che cessò nel 1943. 
Nel 1943 assunse la direzione de "Il Diritto ecclesiastico", mantenendola per circa un quarantennio. 
Dal 1955 venne chiamato, come successore di V. Del Giudice, alla cattedra di diritto canonico nell'università di Roma.
Il 13 nov. 1967 venne eletto rettore dell'università di Roma, succedendo a Gaetano Martino, fino al 31 ott. 1973. 
Morì a Roma il 6 giugno 1982.